# Projeto NURC
O Projeto de Estudo da Norma Urbana Culta, mais conhecido como NURC, é um projeto acadêmico brasileiro, iniciado no final da década de 1960, que tem como foco cinco capitais brasileiras: Recife, Salvador, São Paulo, Rio de Janeiro e Porto Alegre. O objetivo do NURC é coletar sistematicamente material que permita a análise da linguagem oral culta do português brasileiro em seus diversos níveis (fonologia, morfologia, sintaxe, léxico e texto).

## Histórico
A origem do projeto está no I Simpósio Luso-Brasileiro sobre a Língua Portuguesa Contemporânea, realizado em Coimbra em 1967. Durante o evento, Aryon Rodrigues destacou a necessidade de estudos sistemáticos sobre o português falado no Brasil, apontando a ausência de um padrão geral e a existência de diversos padrões regionais.
O NURC foi inspirado no "Proyecto de Estudio del Habla Culta de las Principales Ciudades de Hispanoamérica", apresentado em 1964 por Juan M. Lope Blanch, visando criar um arquivo sonoro abrangente das principais cidades de língua espanhola. Nelson Rossi, da Universidade Federal da Bahia, propôs a inclusão de cidades brasileiras no projeto, sugerindo a realização do estudo em Recife, Salvador, São Paulo, Rio de Janeiro e Porto Alegre.
Os coordenadores locais foram designados no V Simpósio do Programa Interamericano de Linguística e Ensino de Idiomas (PILEI), realizado em São Paulo em 1969. Equipes de trabalho foram organizadas em cada cidade, e reuniões periódicas garantiram a coordenação dos esforços.

### O Projeto NURC em São Paulo
Em São Paulo, o Projeto NURC/SP recebeu apoio financeiro da Fundação de Amparo à Pesquisa do Estado de São Paulo (FAPESP) e de outras instituições. A coordenação foi inicialmente realizada por Isaac Nicolau Salum e Ataliba T. de Castilho, sendo Dino Preti co-coordenador após a aposentadoria de Salum. As gravações e transcrições foram conduzidas por equipes da Universidade de São Paulo e, posteriormente, da Universidade Estadual de Campinas.